# Michiko Yokote
 (avril 2025).
 (avril 2025).
Si vous disposez d'ouvrages ou d'articles de référence ou si vous connaissez des sites web de qualité traitant du thème abordé ici, merci de compléter l'article en donnant les références utiles à sa vérifiabilité et en les liant à la section « Notes et références ».
Michiko Yokote (横手 美智子, Yokote Michiko) est un scénariste japonais. Dans un entretien[réf. souhaitée], il a été révélé que son nom recouvre en réalité une équipe de scénaristes féminines (une scénariste et une dialoguiste), dont le travail est coordonné par une troisième femme appelée Michiko.

## Titres

### Tokusatsu
- Tokusou Sentai Dekaranger
- Mahou Sentai Magiranger
- Juken Sentai Gekiranger
- Tensou Sentai Goseiger

### Anime
Original Story
- Mermaid Melody Pichi Pichi Pitch
- Mermaid Melody Pichi Pichi Pitch Pure

Movie Screenplay
- Ah! My Goddess: The Movie
- Saint Seiya Heaven Chapter Overture

Head Script Writer (Series Composition)
- Air Master
- C³
- Genshiken
- Gravitation
- Haré+Guu
- Princess Tutu
- Saint Seiya: The Hades Chapter
- Strange Dawn
- Uchuusen Sagittarius
- xxxHolic
- You're Under Arrest (Second Season)
- Kobato.

Script Writer
- .hack//SIGN
- Bleach
- Comic Party
- Cowboy Bebop
- Hikaru no Go
- Iriya no Sora, UFO no Natsu
- Kamikaze Kaitou Jeanne
- Magic User's Club (TV)
- Magical Project S
- Naruto
- Patlabor
- Ranma 1/2
- Tamako Market (Episodes 6 et 8)
- Urusei Yatsura OVA 2008 "Obstacle Course Swim Meet"
- Kobato.

### Romans
- Patlabor (2) Syntax Error
- Patlabor (3) Third Mission
- Patlabor (4) Black Jack Vol. 1
- Patlabor (5) Black Jack Vol. 2

## Source de la traduction
- (en) Cet article est partiellement ou en totalité issu de l’article de Wikipédia en anglais intitulé « Michiko Yokote » (voir la liste des auteurs).